# Jane Novak

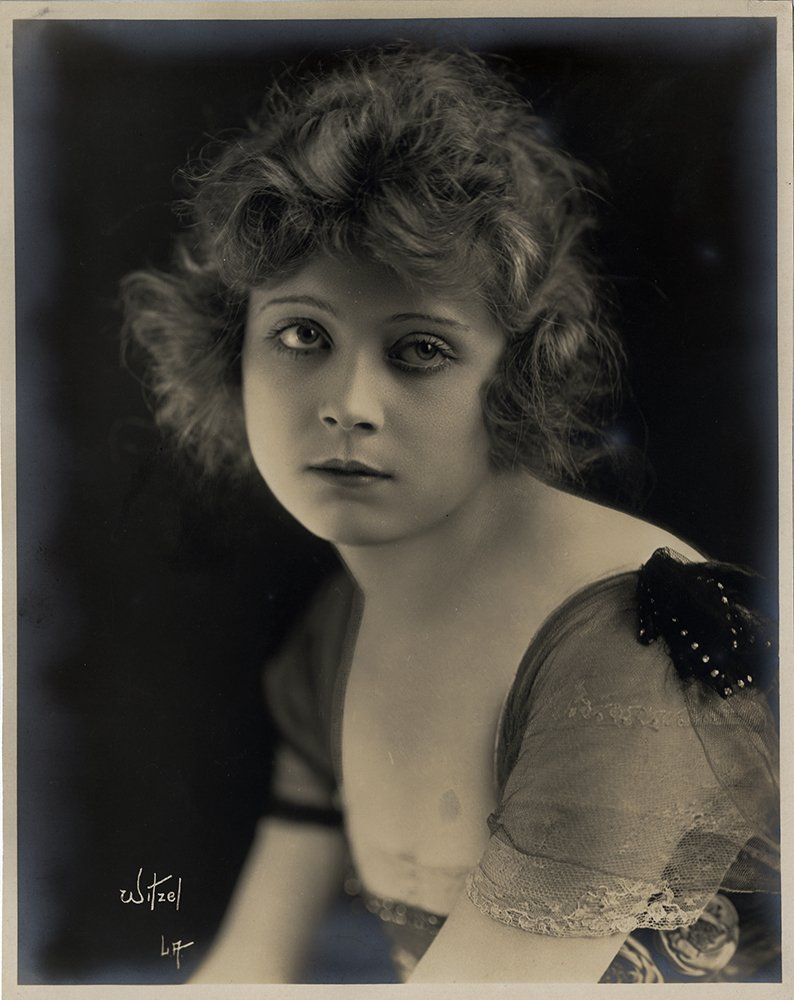
Jane Novak (um 1922, Fotografie von Albert Witzel)

Johana „Jane“ B. Novak (* 12. Januar 1896 in St. Louis, Missouri; † 3. Februar 1990 in Woodland Hills, Kalifornien) war eine US-amerikanische Schauspielerin der Stummfilmära.

## Leben
Jane Novak war eines von fünf Kindern des aus Böhmen stammenden Immigranten Joseph Novak und seiner Frau Barbara. Novaks zwei Jahre jüngere Schwester Eva Novak wurde später ebenfalls als Schauspielerin bekannt. Sie besuchte eine Klosterschule der Arme Schulschwestern von Unserer Lieben Frau, von wo aus sie jedoch mit einer Freundin floh. Zusammen schlugen sich beide fortan als Darsteller in Vaudeville-Stücken durch. Später kehrte Novak jedoch wieder in ihr Elternhaus zurück.
Durch Kontakte ihrer als Schauspielerin tätigen Tante Anne Schaefer gelang Jane Novak 1913 der Beginn einer Karriere in Hollywood. In den folgenden Jahren war sie als Hauptdarstellerin in einer Vielzahl von Stummfilmproduktionen zu sehen. Unter anderem spielte Novak 1924 die Rolle der Beatrice Audley in Seine zweite Frau, dessen Drehbuch von Alfred Hitchcock verfasst wurde. Dasselbe gilt für Die Prinzessin und der Geiger von 1925, in dem sie erneut die Hauptrolle spielte. Anders als vielen ihrer Schauspielkollegen gelang Novak der Übergang vom Ton- zum Stummfilm. Zu ihren späteren Filmauftritten zählten Nebenrollen in Filmen wie Desert Fury – Liebe gewinnt. Novak blieb noch bis 1954 aktiv und zog sich anschließend ins Privatleben zurück.
Jane Novak war von 1915 bis zur Scheidung 1918 mit Frank Newburg verheiratet, mit dem sie ein gemeinsames Kind hatte. 1974 veröffentlichte die ehemalige Schauspielerin ein Kochbuch mit dem Titel Treasury of Chicken Cooking. 1988 war sie als Interviewpartnerin in einer für ITV produzierten Dokumentation über Harold Lloyd letztmals vor der Kamera zu sehen. Novak lebte zuletzt in Woodland Hills, einem Stadtteil von Los Angeles. Dort starb sie am 3. Februar 1990 im Alter von 94 Jahren im Motion Picture & Television Country House and Hospital. Ihre Grabstätte befindet sich auf dem San Fernando Mission Cemetery an der Seite ihrer 1988 verstorbenen Schwester Eva.

## Filmografie (Auswahl)
- 1914: The Kiss
- 1914: A Little Madonna
- 1915: Willie Runs the Park
- 1915: Graft (Serial)
- 1915: Just Nuts
- 1917: The Innocent Sinner
- 1918: The Temple of Dusk
- 1919: Der Siedlertreck (Wagon Tracks)
- 1919: Treat ’Em Rough
- 1919: Behind the Door
- 1920: The Barbarian
- 1921: Roads of Destiny
- 1923: Jealous Husbands
- 1924: Seine zweite Frau (The Prude’s Fall)
- 1924: Das Wiegenlied (The Lullaby)
- 1925: Die Prinzessin und der Geiger (The Blackguard)
- 1926: Lost at Sea
- 1929: Rothaut (Redskin)
- 1936: Hollywood Boulevard
- 1942: Gallant Lady
- 1947: Desert Fury – Liebe gewinnt (Desert Fury)
- 1953: Starr vor Angst (Scared Stiff )